# アウトバーン 61
アウトバーン 61（ドイツ語: Bundesautobahn 61, BAB 61 または A 61）、通称ライン川左岸アウトバーン（Linksrheinische Autobahn）はドイツの高速道路、アウトバーンの一路線である。
北西のオランダ国境、カルデンキルヒェン付近から南東のホッケンハイムまで320 kmの路線を持つ主要道路である。